# Queenie Chu
Queenie Chu Wai Man (朱慧敏; Hong Kong, 22 aprile 1981) è una modella, conduttrice televisiva e attrice hongkonghese, seconda classificata a Miss Hong Kong 2004, dietro la vincitrice Kate Tsui.
In seguito ha rappresentato Hong Kong a Miss Mondo 2004 e Miss International 2005, dove ha ottenuto il titolo di Miss Friendship.
Dopo l'esperienza nel mondo dei concorsi di bellezza, Queenie Chu ha ottenuto un contratto con la Television Broadcasts Limited, grazie al quale ha condotto varie trasmissioni per la rete televisiva. Tuttavia il contratto è stato annullato pochissimo tempo dopo, in seguito alla notizia, riportata da alcune testate di gossip, di una sua relazione con l'attore Joey Leung, all'epoca sposato.
Tuttavia la grande esposizione mediatica ottenuta in seguito all'"incidente" ha incrementato la popolarità di Queenie Chu che nei periodi successivi è stata protagonista in vari drama televisivi prodotti a Hong Kong e in alcuni film cinematografici.